# Musei
Musei  es un municipio de Italia de 1.504 habitantes en la provincia de Cerdeña del Sur, región de Cerdeña.
Está situado en el centro del valle del río Cixerri, y se encuentra próximo al monte de Domusnovas. Por esta razón, los numerosos ríos que nacen en el seno del monte hacen del municipio un lugar con abundantes manantiales de agua natural.

## Lugares de interés
- Iglesia de Sant'Ignazio da Loyola.

## Evolución demográfica
| Gráfica de evolución demográfica de Musei entre 1861 y 2001 |
|                                                             |
| Fuente ISTAT - Elaboración gráfica de Wikipedia             |